# Final Four 2017 da Euroliga

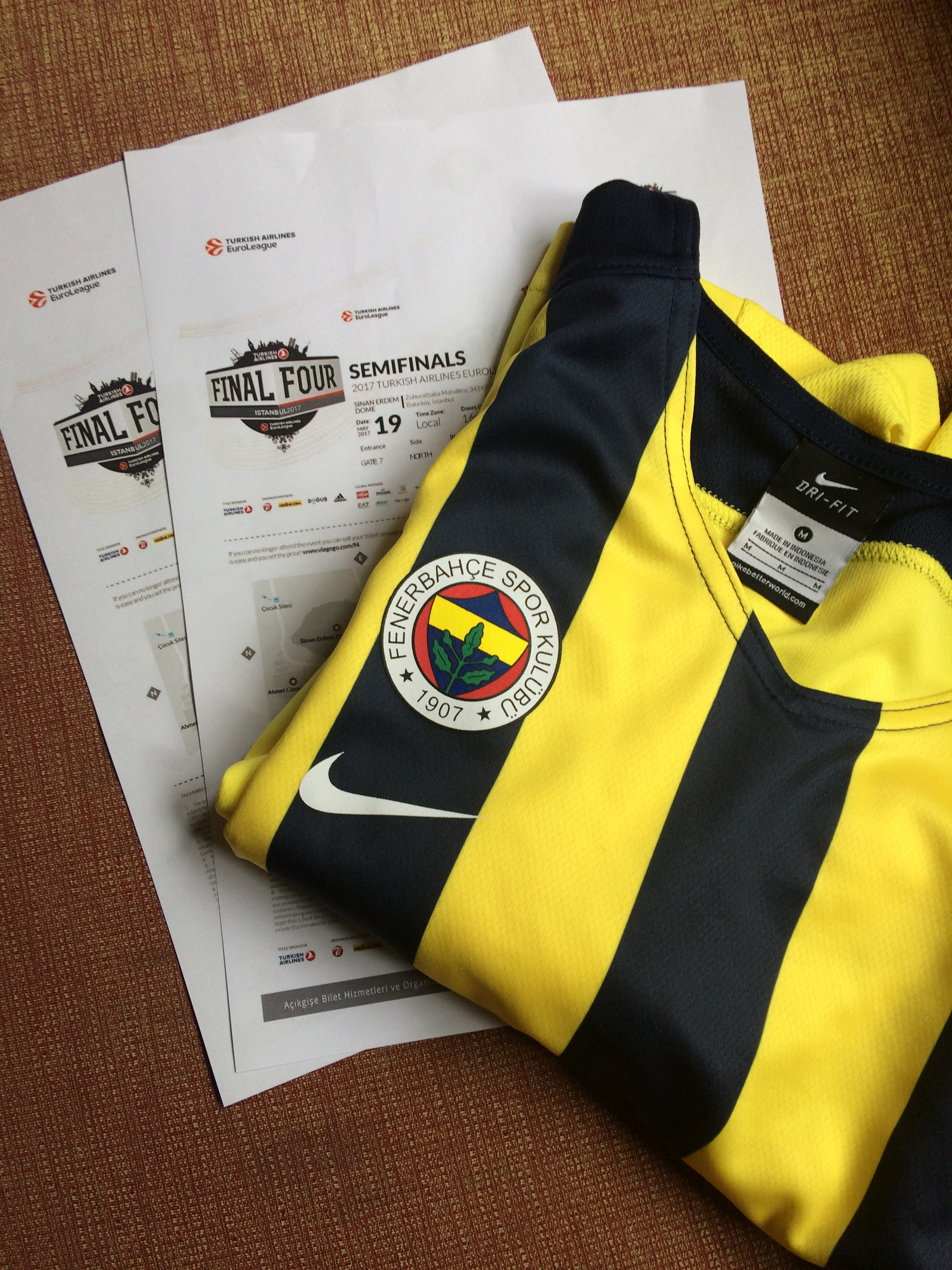
Tickets para a Final Four da Euroliga de 2017, disputada entre Fernerbahçe Istambul (TUR) e Olympiacos Pireu (GRE)

O Final Four 2017 da Euroliga é a fase derradeira temporada 2016-17 da maior competição de clubes de basquetebol na Europa. O quadrangular final da competição que é decidido desde 1988 (Gante, Bélgica) em uma única cidade, teve por vez Istambul com jogos realizados no Sinan Erdem Dome (16.000 lugares).
Os quatro classificados para a derradeira final são Real Madrid (ESP), CSKA Moscou (RUS), Olympiacos (GRE), Fenerbahçe Istambul (TUR).

## A Sede
A cidade de Istambul havia sido a sede do Final Four em 2012 no mesmo local e em 1992 na Abdi İpekçi Arena.

## Semifinais

### Semifinal 1 - CSKA Moscou x Olympiacos Pireu
| 19 de maio de 2017 18:30 (CEST) | Relatório | CSKA Moscou                                      | 78–82 | Olympiacos Pireu                                                  |  | Sinan Erdem Dome, Istambul Público: 13 967 Árbitros: Daniel Hierrezuelo (ESP), Damir Javor (SLO), Robert Lottermoser (GER) |  |
| 19 de maio de 2017 18:30 (CEST) | Relatório | Placar por quarto: 18–12, 22-21, 24-27, 1422     |       |                                                                   |  | Sinan Erdem Dome, Istambul Público: 13 967 Árbitros: Daniel Hierrezuelo (ESP), Damir Javor (SLO), Robert Lottermoser (GER) |  |
| 19 de maio de 2017 18:30 (CEST) | Relatório | Pts: Teodosić 23 Rbts: Khryapa 8 Asts: de Colo 3 |       | Pts: três jogadores com 14 Rbts: Papanikolaou 9 Asts: Spanoulis 6 |  | Sinan Erdem Dome, Istambul Público: 13 967 Árbitros: Daniel Hierrezuelo (ESP), Damir Javor (SLO), Robert Lottermoser (GER) |  |

### Semifinal 2 - Fenerbahçe Istambul x Real Madrid
| 19 de Maio de 2017 20:30 (CEST) | Relatório | Fenerbahçe Istambul                           | 84–75 | Real Madrid                                |  | Sinan Erdem Dome, Istambul Público: 15 671 Árbitros: Luigi Lamonica (ITA), Borys Rhyzhyk (UKR), Oļegs Latiševs (LAT) |  |
| 19 de Maio de 2017 20:30 (CEST) | Relatório | Placar por quarto: 21–13, 23–21, 19-16, 21-25 |       |                                            |  | Sinan Erdem Dome, Istambul Público: 15 671 Árbitros: Luigi Lamonica (ITA), Borys Rhyzhyk (UKR), Oļegs Latiševs (LAT) |  |
| 19 de Maio de 2017 20:30 (CEST) | Relatório | Pts: Udoh 18 Rbts: Udoh 12 Asts: Udoh 8       |       | Pts: Llull 28 Rbts: Hunter 8 Asts: Llull 7 |  | Sinan Erdem Dome, Istambul Público: 15 671 Árbitros: Luigi Lamonica (ITA), Borys Rhyzhyk (UKR), Oļegs Latiševs (LAT) |  |

## Decisão de Terceiro Lugar
| 21 de maio de 2017 18:00 (CEST) | Relatório | Real Madrid                                        | 70–94 | CSKA Moscou                                  |  | Sinan Erdem Dome, Istambul Público: 13 967 Árbitros: Damir Javor (SLO), Milivoje Jovčić (SRB), Fernando Rocha (POR) |  |
| 21 de maio de 2017 18:00 (CEST) | Relatório | Placar por quarto: 10-23, 22-22, 24-24, 14–25      |       |                                              |  | Sinan Erdem Dome, Istambul Público: 13 967 Árbitros: Damir Javor (SLO), Milivoje Jovčić (SRB), Fernando Rocha (POR) |  |
| 21 de maio de 2017 18:00 (CEST) | Relatório | Pts: Ayón e Mačiulis 11 Rbts: Ayón 6 Asts: Llull 4 |       | Pts: Hines 14 Rbts: Hines 7 Asts: Teodosić 6 |  | Sinan Erdem Dome, Istambul Público: 13 967 Árbitros: Damir Javor (SLO), Milivoje Jovčić (SRB), Fernando Rocha (POR) |  |

## Final
| 21 de maio de 2017 21:00 (CEST) | Relatório | Fenerbahçe Istambul                                                 | 80–64 | Olympiacos Pireu                                     |  | Sinan Erdem Dome, Istambul Público: 15 671 Árbitros: Daniel Hierrezuelo (ESP), Borys Rhyzhyk (UKR), Oļegs Latiševs (LAT) |  |
| 21 de maio de 2017 21:00 (CEST) | Relatório | Placar por quarto: 26-18, 13-16, 21-14, 20–16                       |       |                                                      |  | Sinan Erdem Dome, Istambul Público: 15 671 Árbitros: Daniel Hierrezuelo (ESP), Borys Rhyzhyk (UKR), Oļegs Latiševs (LAT) |  |
| 21 de maio de 2017 21:00 (CEST) | Relatório | Pts: Bogdanović e Kalinić 17 Rbts: Udoh 9 Asts: Kalinić e Sloukas 5 |       | Pts: Birch 14 Rbts: Papanikolaou 5 Asts: Spanoulis 8 |  | Sinan Erdem Dome, Istambul Público: 15 671 Árbitros: Daniel Hierrezuelo (ESP), Borys Rhyzhyk (UKR), Oļegs Latiševs (LAT) |  |

## Campeões
| Campeões da Euroliga de 2016-17 |
| ------------------------------- |
| Fenerbahçe Istambul 1º título   |